# Galka Scheyer
Galka Scheyer, född Emilie Esther Scheyer, 15 april 1889 i Braunschweig, död 13 december 1945 i Los Angeles, var en tysk-amerikansk målare, konsthandlare och konstsamlare. Hon är främst känd för att hon gjorde konstnärsgruppen Die Blaue Vier allmänt bekant i världen.

## Biografi
Scheyer föddes som tredje barnet i en judisk familj. Den påbörjade utbildningen i familjeföretaget avslutade hon efter kort tid. Hon flyttade istället till London och började studera konst och engelska. Hon fick samtidig undervisning av Gustav Lehmann och var för studieresor i Italien. Scheyer besökte några år École nationale supérieure des Beaux-Arts i Paris och var senare verksam som målare i Bryssel.
Under 1916 blev hon vän med Alexej von Jawlensky. Av honom fick hon namnet Galka, ryska för kaja. Scheyer började sammanställa konstutställning och utförde därför flera resor i Europa. 1924 grundades Die Blaue Vier och Scheyer blev deras officiella representant för Förenta staterna. Hon började i New York och flyttade efter mindre framgångsrika månader till Kalifornien. Efter nazisternas maktövertagande i Tyskland ökade konkurrensen för Scheyer i USA på grund av att flera andra tyska målare sålde sina verk till Amerika. Samtidig fick hon inte längre stöd från familjeföretaget i Braunschweig som exproprierades av nazisterna. Scheyer försökte sig under sina sista år som konstlärare. Hon dog 1945 i cancer.